# Presidente de Brasil
El presidente de la República Federativa de Brasil (en portugués: presidente da República Federativa do Brasil), más conocido simplemente como presidente de Brasil, es el jefe de Estado y el jefe de Gobierno de la República Federativa de Brasil, dirige la rama ejecutiva del Gobierno Federal y es el comandante en jefe de las Fuerzas Armadas brasileñas. El sistema presidencial fue establecido en 1889, tras la proclamación de la república en un golpe de Estado militar contra el emperador Pedro II. Desde entonces, Brasil ha tenido seis constituciones, tres dictaduras, y tres periodos democráticos. Durante los periodos democráticos, el voto ha sido obligatorio. La Constitución de Brasil, junto con varias enmiendas constitucionales, establece los requisitos, poderes, y responsabilidades del presidente, legislatura y el método de elección.
Según la Constitución Federal, el presidente tiene que ser un ciudadano nacido en Brasil, al menos debe contar con 35 años de edad, ejercer la ciudadanía y, por evidencia, elegirse por medio de un partido político.
Como república con un ejecutivo presidencial, Brasil concede poderes significativos al presidente, quien eficazmente controla la rama ejecutiva, representa el país en el extranjero, nombra el gabinete y, con la aprobación del Senado, los jueces para el Tribunal Federal Supremo. El presidente es también el comandante en jefe de las fuerzas armadas.

## Características
El presidente y vicepresidente son elegidos simultáneamente por sufragio popular directo. La duración de su mandato es de cuatro años con la posibilidad de ser reelegido solo una vez. Es elegida la candidatura conjunta de presidente-vicepresidente que obtenga la mayoría de los votos válidamente emitidos. En caso de no ser así, las candidaturas que tengan la primera y segunda mayoría pasan a una segunda vuelta. Las fechas de la elección son el 1.er domingo de octubre para la primera vuelta y el último domingo del mismo mes para la segunda vuelta. Todas se efectúan en el año anterior a la vigencia del mandato presidencial.
Solamente los presidentes que tomaron posesión son enumerados, no haciendo parte del cómputo las dos juntas gubernativas (1930 y 1969) y los tres presidentes que no pudieron tomar posesión, dos por fallecimiento y uno por golpe militar.

## Listado de presidentes

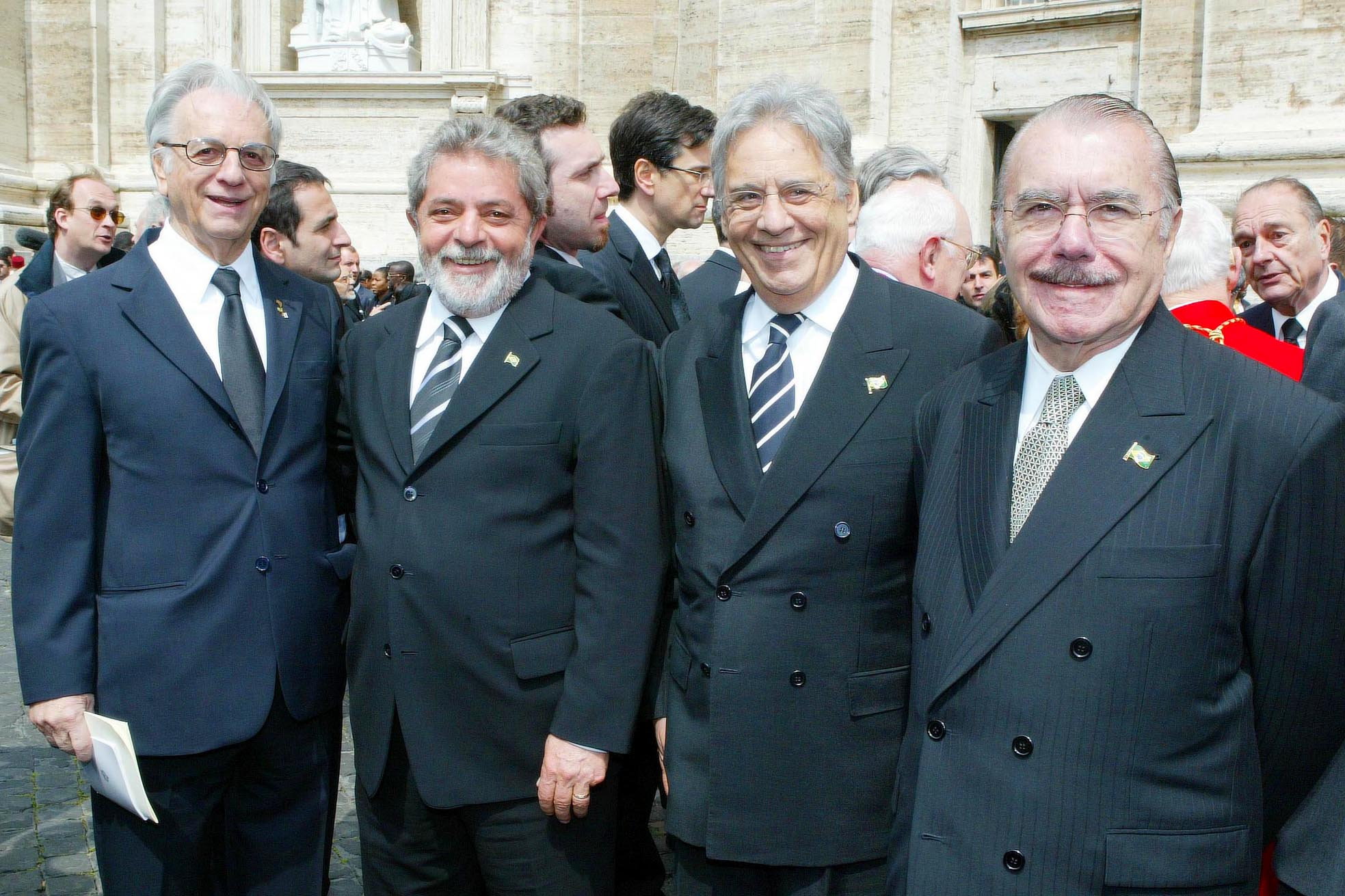
Los presidentes Itamar Franco, Lula da Silva, Fernando Henrique Cardoso y José Sarney en la Ciudad del Vaticano

| #                                 | Presidente    | Presidente         | Presidente                                                    | Inicio                                                                              | Fin                                                                                 | Partido | Vicepresidente  | Elecciones | Mandato |
| --------------------------------- | ------------- | ------------------ | ------------------------------------------------------------- | ----------------------------------------------------------------------------------- | ----------------------------------------------------------------------------------- | ------- | --------------- | ---------- | ------- |
| Sexta República (1985-actualidad) |               |                    |                                                               |                                                                                     |                                                                                     |         |                 |            |         |
| -                                 |               |                    | Tancredo Neves (1910-1985) Presidente electo de la República  | Presidente electo, no tomó posesión por problemas de salud y falleció poco después. | Presidente electo, no tomó posesión por problemas de salud y falleció poco después. | PMDB    | José Sarney     | 1985       | 24      |
| 31.º                              |               |                    | José Sarney (n.1930) Presidente de la República               | 15 de marzo de 1985                                                                 | 15 de marzo de 1990                                                                 | PMDB    | Vacante         | -          | 24      |
| 32.º                              |               |                    | Fernando Collor de Mello (n.1949) Presidente de la República  | 15 de marzo de 1990                                                                 | 29 de diciembre de 1992                                                             | PRN     | Itamar Franco   | 1989       | 25      |
| 33.º                              |               |                    | Itamar Franco (1930-2011) Presidente de la República          | 29 de diciembre de 1992                                                             | 31 de diciembre de 1994                                                             | PMDB    | Vacante         | -          | 25      |
| 34.º                              |               |                    | Fernando Henrique Cardoso (n.1931) Presidente de la República | 1 de enero de 1995                                                                  | 31 de diciembre de 1998                                                             | PSDB    | Marco Maciel    | 1994       | 26      |
| 34.º                              |               | 1 de enero de 1999 | Fernando Henrique Cardoso (n.1931) Presidente de la República | 31 de diciembre de 2002                                                             | 1998                                                                                | PSDB    | Marco Maciel    | 27         |         |
| 35.º                              |               |                    | Lula da Silva (n.1945) Presidente de la República             | 1 de enero de 2003                                                                  | 31 de diciembre de 2006                                                             | PT      | José Alencar    | 2002       | 28      |
| 35.º                              |               | 1 de enero de 2007 | Lula da Silva (n.1945) Presidente de la República             | 31 de diciembre de 2010                                                             | 2006                                                                                | PT      | José Alencar    | 29         |         |
| 36.º                              |               |                    | Dilma Rousseff (n.1947) Presidenta de la República            | 1 de enero de 2011                                                                  | 31 de diciembre de 2014                                                             | PT      | Michel Temer    | 2010       | 30      |
| 36.º                              |               | 1 de enero de 2015 | Dilma Rousseff (n.1947) Presidenta de la República            | 31 de agosto de 2016                                                                | 2014                                                                                | PT      | Michel Temer    | 31         |         |
| 37.º                              |               |                    | Michel Temer (n.1940) Presidente de la República              | 31 de agosto de 2016                                                                | 31 de diciembre de 2018                                                             | MDB     | Vacante         | 31         | -       |
| 38.º                              |               |                    | Jair Bolsonaro (n.1955) Presidente de la República            | 1 de enero de 2019                                                                  | 31 de diciembre de 2022                                                             | PSL     | Hamilton Mourão | 2018       | 32      |
| 38.º                              | Independiente |                    | Jair Bolsonaro (n.1955) Presidente de la República            | 1 de enero de 2019                                                                  | 31 de diciembre de 2022                                                             |         | Hamilton Mourão | 2018       | 32      |
| 38.º                              | PL            |                    | Jair Bolsonaro (n.1955) Presidente de la República            | 1 de enero de 2019                                                                  | 31 de diciembre de 2022                                                             |         | Hamilton Mourão | 2018       | 32      |
| 39.º                              |               |                    | Lula da Silva (n.1945) Presidente de la República             | 1 de enero de 2023                                                                  | En el cargo                                                                         | PT      | Geraldo Alckmin | 2022       | 33      |

## Expresidentes vivos

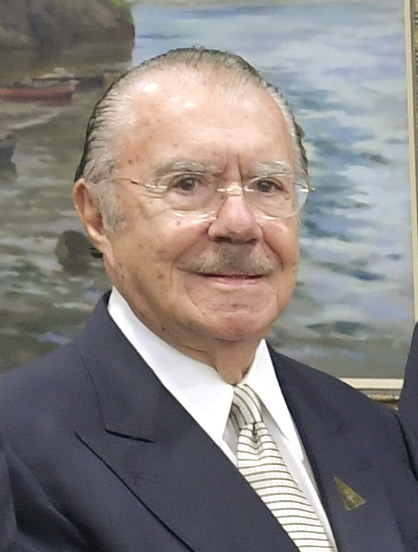
José Sarney, 1985-1990 24 de abril de 1930 (95 años)
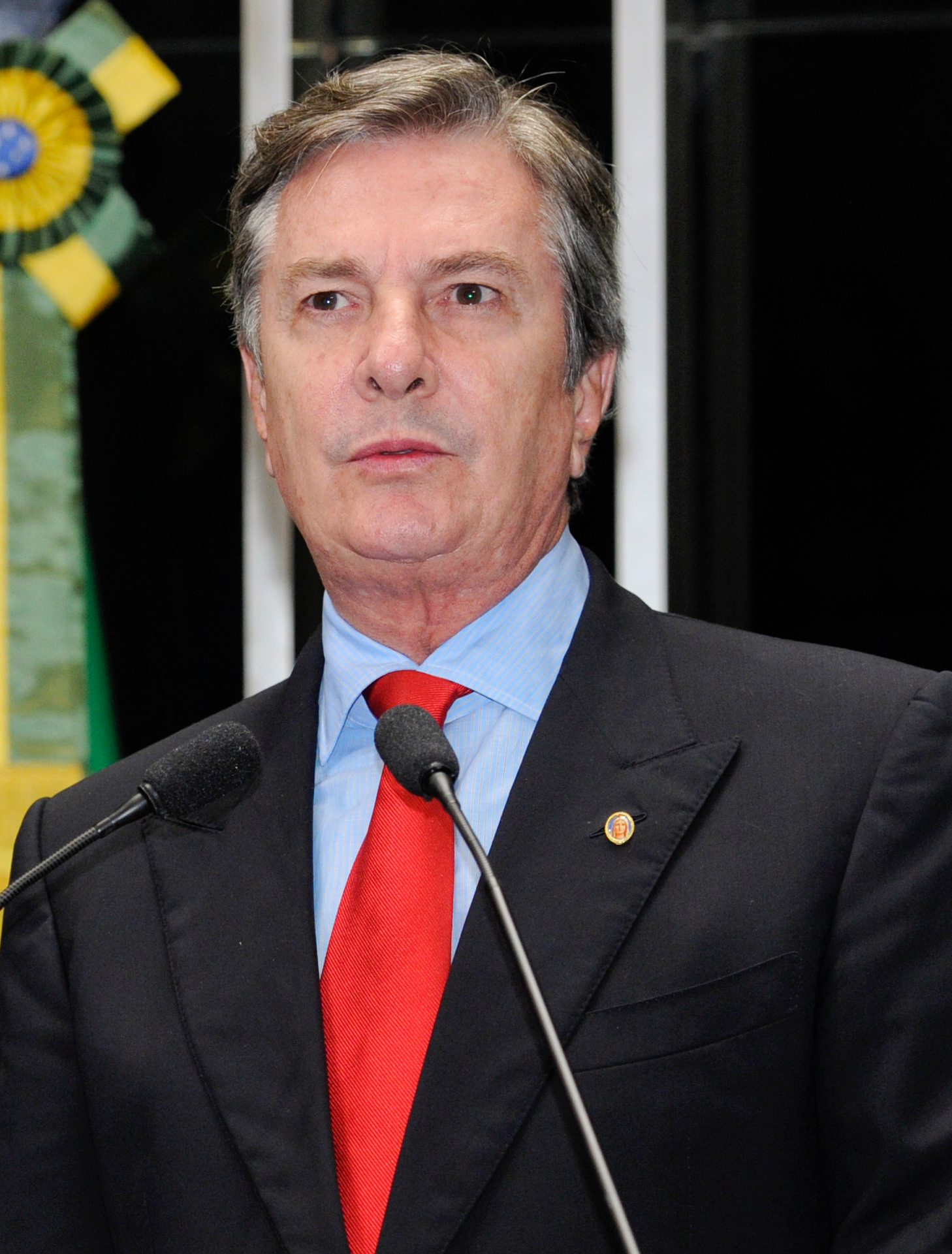
Fernando Collor de Mello, 1990-1992 12 de agosto de 1949 (75 años)
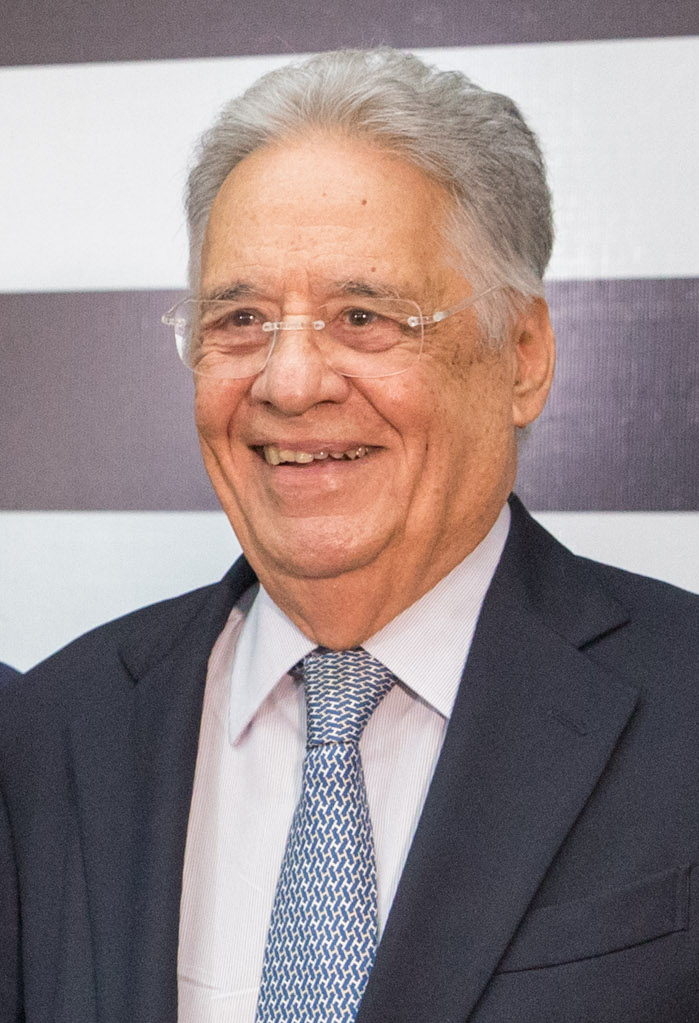
Fernando Henrique Cardoso, 1995-2002 18 de junio de 1931 (93 años)
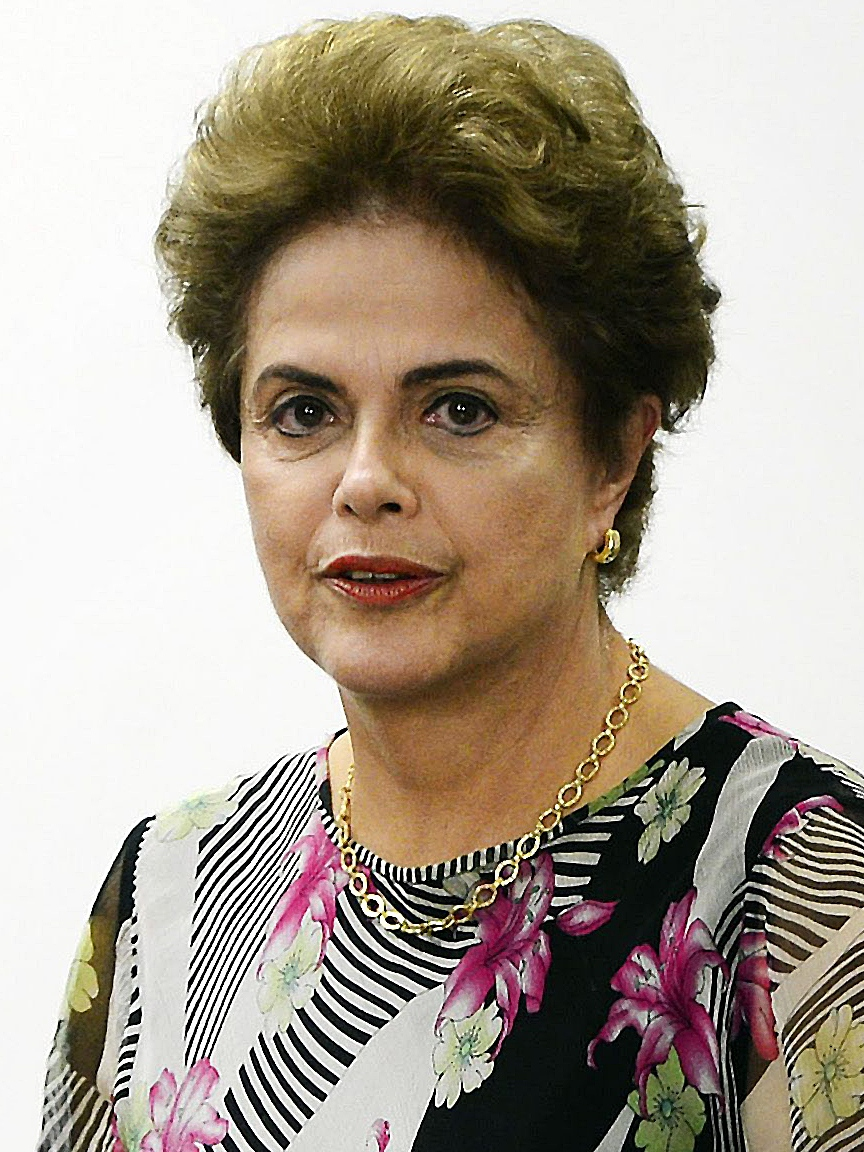
Dilma Rousseff, 2011-2016 14 de diciembre de 1947 (77 años)
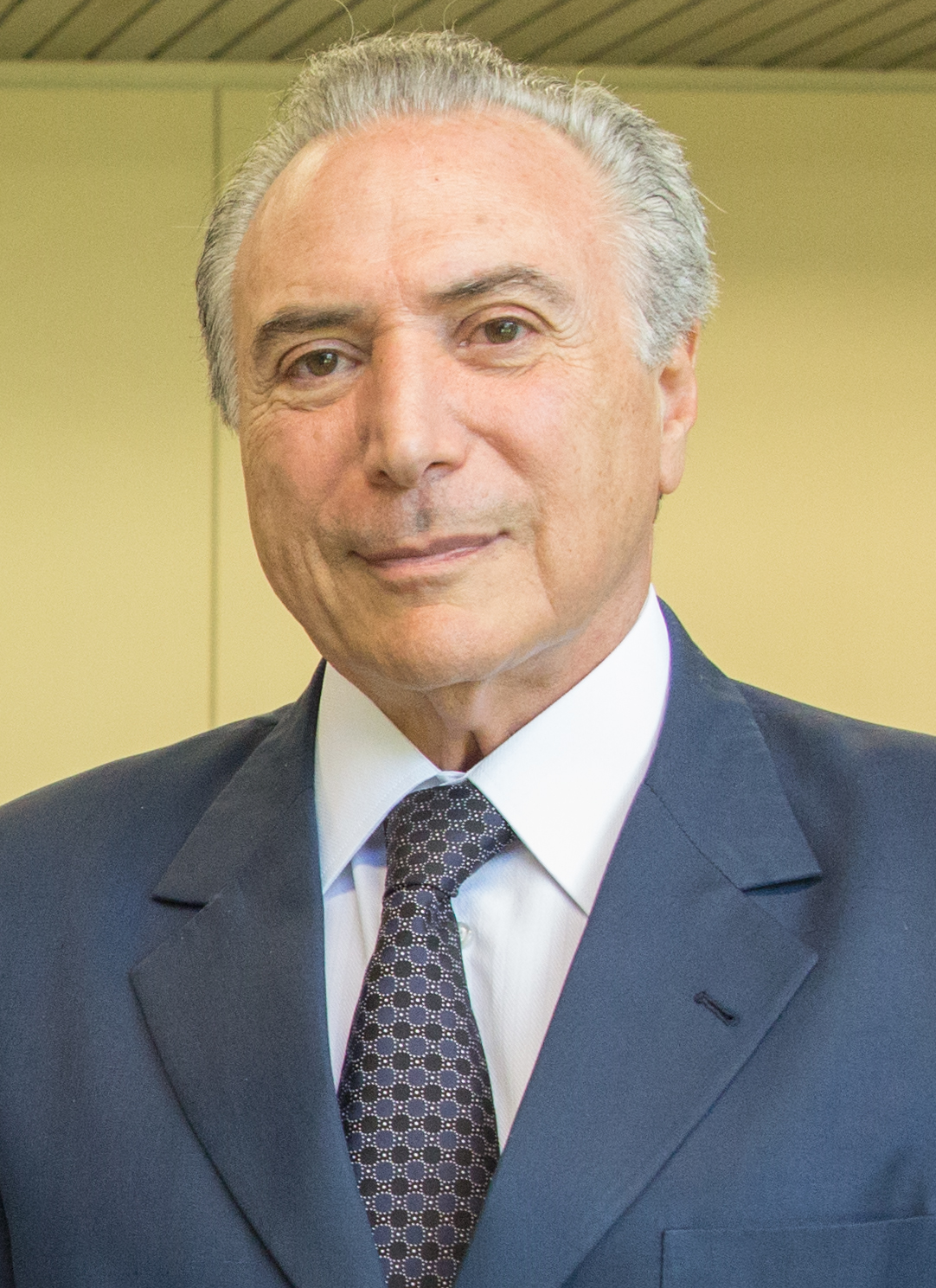
Michel Temer, 2016-2018 23 de septiembre de 1940 (84 años)
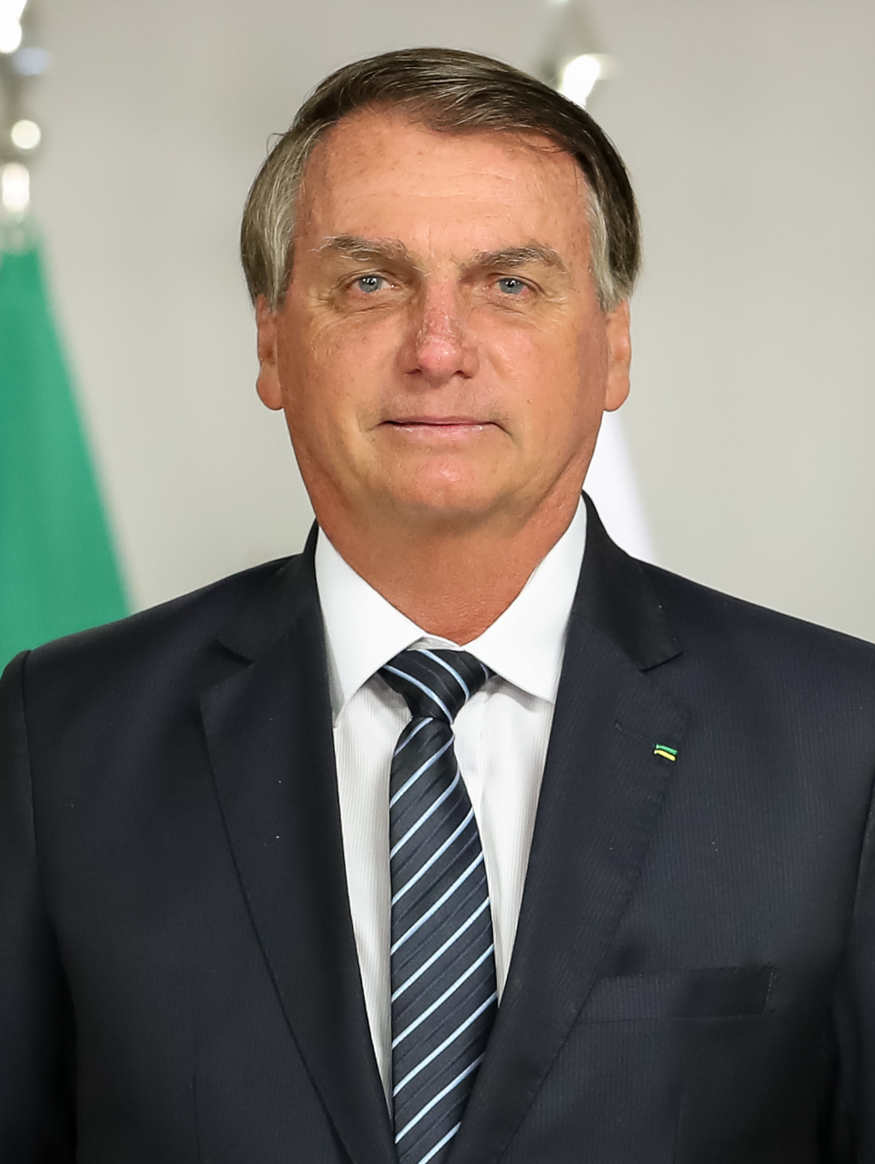
Jair Bolsonaro, 2019-2022 21 de marzo de 1955 (70 años)